# フリーダム・オブ・ザ・ナイト
「フリーダム・オブ・ザ・ナイト」(Freedom of the Night)は、イギリスのポップ・シンガーソングライター、ソフィー・エリス・ベクスターの楽曲。デッカ・レコードから2024年10月18日に8枚目のスタジオ・アルバム『ペリメノウポップ』からのリードシングルとして発売された。

## 背景
2001年のシングル「マーダー・オン・ザ・ダンスフロア」が2023年の映画『Saltburn』に使用されたことによって世界的なリバイバル・ヒットを記録したことを受けて、ソフィーはユニバーサル ミュージック グループとレコード契約を結んだ。14年ぶりにメジャー・レーベルからのシングル・リリースとなった本曲はイギリスのダンス・オーディション番組『ストリクトリー・カム・ダンシング』で初披露となった。

## ミュージック・ビデオ
ビデオはソフィー・ミュラーとテオ・アダムスによって監督され、ロンドンのリヴォリ・ボールルームで撮影された。このビデオは同じくミュラーによって監督された「マーダー・オン・ザ・ダンスフロア」の続編的内容となっており、ダンス・コンテストで娘が優勝するために奮闘する母を演じている。審査員役としてコリン・スティントンが「マーダー・オン・ザ・ダンスフロア」のビデオから引き続き出演している。ビデオはソフィーの公式YouTubeチャンネルで同年10月25日に公開された。

## タイアップ
ソフィーがイメージキャラクターとして出演する「フリーマンズ」のコマーシャルソングとして使用された。

## チャート
| チャート (2024年)                         | 最高 順位 |
| ----------------------------------------- | --------- |
| リトアニア Airplay (TopHit)               | 66        |
| ロシア Airplay (TopHit)                   | 96        |
| UK ダウンロード (Official Charts Company) | 5         |
| イギリス Single Sales (OCC)               | 8         |